# Abel Murcia

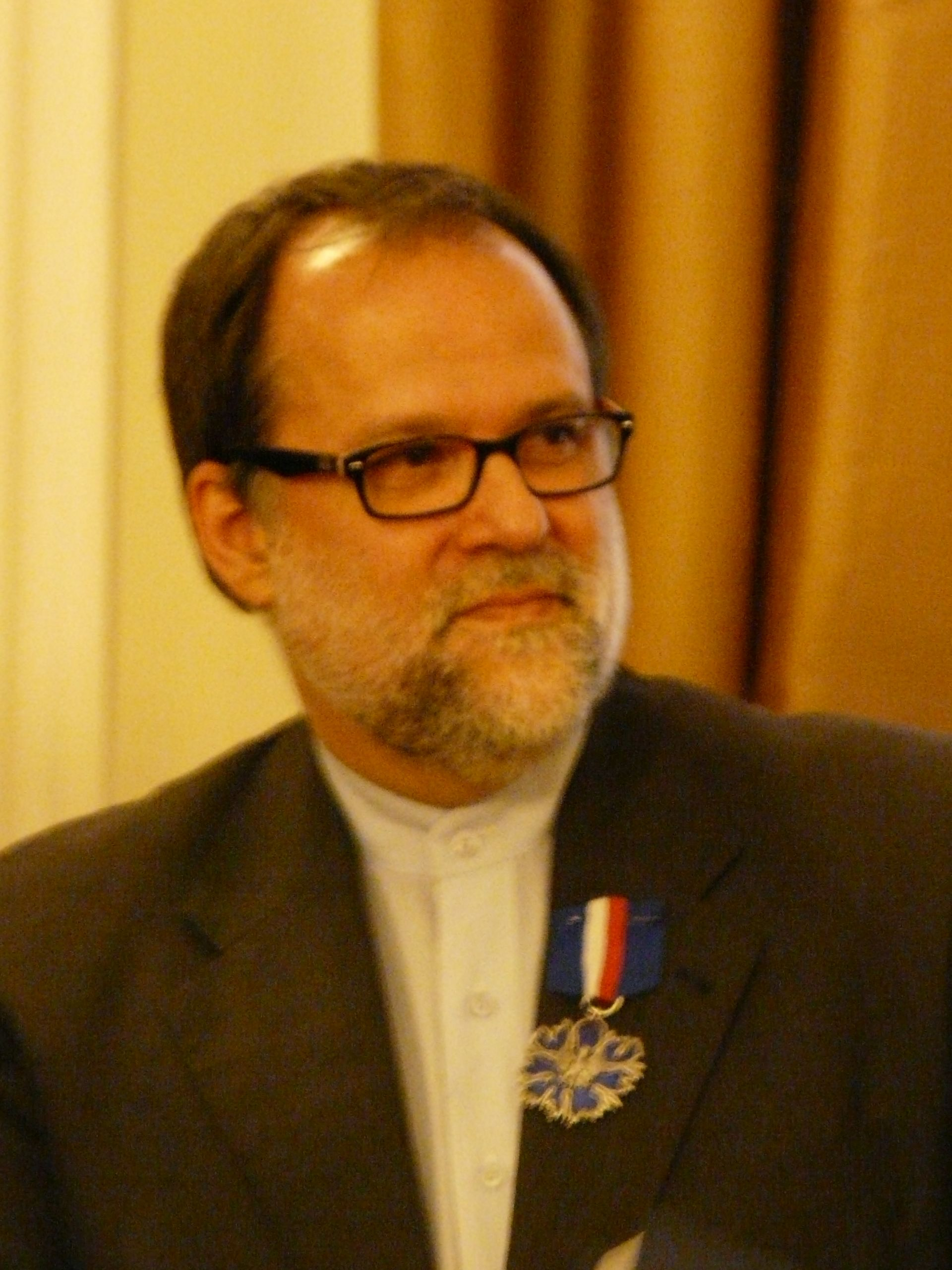
Abel Murcia ze srebrnym medalem „Zasłużony Kulturze Gloria Artis”

Abel A. Murcia Soriano (ur. 21 listopada 1961 w Vilanova i La Geltrú) – hiszpański tłumacz, nowelista i poeta.
Urodził się w Katalonii w miasteczku Vilanova i La Geltrú 45 kilometrów na południe od Barcelony. Jego rodzice pochodzą z La Manchy. Ukończył studia iberystyczne na uniwersytecie w Barcelonie.
Od dwudziestu kilku lat przebywa w Polsce, uczył na uniwersytetach w Łodzi i Warszawie, później był też dyrektorem warszawskiego i krakowskiego Instytutu Cervantesa. Od 2014 jest dyrektorem Instytutu Cervantesa w Moskwie.
Tłumaczy poezję polską na hiszpański, m.in. utwory Wisławy Szymborskiej (jest współtłumaczem – wraz z Gererdo Beltranem – jej wierszy zebranych), Tadeusza Różewicza i Ryszarda Kapuścińskiego. Wraz z dwoma innymi tłumaczami jest autorem obszernej antologii wierszy poetów polskich urodzonych po roku 1960: Abel Murcia, Gerardo Beltrán, Xavier Farré, Poesía a contragolpe. Antología de poesía polaca contemporánea (autores nacidos entre 1960 y 1980) („Poezja kontratakuje. Antologia polskiej poezji współczesnej”, Prensas Universitarias de Zaragoza).
Jest członkiem honorowym Stowarzyszenia Pisarzy Polskich.
Jego blog poświęcony jest przede wszystkim tłumaczeniom utworów poetów polskich.
Murcia jest też leksykografem, autorem kilku specjalistycznych słowników polsko-hiszpańskich i hiszpańsko-polskich, oraz specjalistą do spraw nauczania języka hiszpańskiego jako języka obcego i autorem materiałów do nauki tego języka.
W 2008 roku ukazał się w Hiszpanii debiutancki tom jego wierszy Kilómetro 43 (43 kilometr, Editores Bartleby). W 2009 opublikowano dwujęzyczny portugalsko-hiszpański tom Em voz baixa/En voz baja (Cichym głosem, Sintra, Qial Albatroz, Lda, przekład portugalski José Carlos Dias i Manuela Teixeira Pinto, ilustracje Marian Nowiński). W 2010 wydawnictwo Eclipsados z Saragossy ogłosiło jego tomik Haikus ventanalmente preposicionales (Haiku okiennie przyimkowe).
Jego poezje tłumaczono też na włoski i litewski. Widowisko poetycko-taneczne na podstawie jego wierszy otworzyło Międzynarodowy Festiwal Kultury Hiszpańskojęzycznej „Viva Flamenco” w Łodzi w roku 2008.
Polskie przekłady wierszy Abla Murcii ukazały się do tej pory w piśmie „¿?”, Tyglu Kultury, „Dzienniku” (dodatek „Europa”) oraz w antologii Warszawskie skrzyżowanie (Warszawa 2007).
W 2012 warszawskie wydawnictwo Czuły Barbarzyńca ogłosiło dwujęzyczny wybór poezji Murcii: Desguace personal/Osobista rozbiórka, przeł. Wojciech Charchalis, Marta Eloy Cichocka, Leszek Engelking, Carlos Marrodán Casas, Krystyna Rodowska, Marta Szafrańska-Brandt.
W grudniu 2013 otrzymał z rąk ministra kultury i dziedzictwa narodowego RP srebrny medal „Zasłużony Kulturze Gloria Artis”.